# Chilseong-dong
Chilseong-dong (koreanska: 칠성동) är en stadsdel i staden Daegu i den centrala delen av Sydkorea, 240 km sydost om huvudstaden Seoul. Den ligger i stadsdistriktet Buk-gu.